# Bold as Love (sång)
"Bold as Love" är en sång av det svenska rockbandet Whyte Seeds. Den finns med som tredje spår på bandets andra studioalbum med samma namn, Bold as Love (2006), och utgavs också som singel samma år.
"Bold as Love" tog sig in på Svenska singellistan, där den låg fyra veckor mellan den 9 februari och 2 mars 2006, som bäst på plats 20. Den låg också fem veckor på Tracks mellan den 18 februari och 18 mars 2006 och nådde där som bäst 12:e plats.

## Låtlista
1. "Bold as Love" – 2:52
2. "Pretty Things" – 2:19

## Medverkande
- Frank Arkwright – mastering
- Olle Hagberg – keyboards
- Nico Janco – trummor
- Henrik Lindén – bas
- Axl Robach – sång
- Björn Synneby – gitarr

## Listplaceringar
| Lista (2006) | Topplacering |
| ------------ | ------------ |
| Sverige      | 20           |